# 真っ白なものは汚したくなる
『真っ白なものは汚したくなる』（まっしろなものはよごしたくなる）は、2017年7月19日にSony Recordsから発売された欅坂46の1stアルバム。

## 概要
欅坂46の初アルバム。発売は、2017年6月16日にSHOWROOMの特別番組でキャプテン・菅井友香、副キャプテン・守屋茜から発表された。初回仕様限定盤のType-A・B（2CD+DVD）、通常盤（CD）の3形態で発売。
CDはタイプ毎に収録曲が異なる。
初回仕様限定盤（Type-A・B）
DISC 1には、1stシングル～4thシングルの表題曲、全タイプ共通カップリング曲、通常盤収録曲、けやき坂46（ひらがなけやき）の楽曲の14曲、初収録曲としてライブの冒頭で流れる「Overture」を加えた15曲を収録。
DISC 2には、新曲9曲と1stシングルから4thシングルに収録されたソロ楽曲、ユニット楽曲を収録。新曲のうち「月曜日の朝、スカートを切られた」「危なっかしい計画」の2曲は、2タイプ共通で収録。
通常盤は、DISC1の収録曲に「月曜日の朝、スカートを切られた」を加えた16曲を収録。
収録曲数は3タイプ合わせて40曲となり、シングルカップリング曲も多数収録されたが、「山手線」「また会ってください」「ボブディランは返さない」の3曲は未収録。
DVDもタイプ毎に異なる。
Type-Aにはシングル表題曲のミュージック・ビデオを4本、2016年12月に有明コロシアムで行われたワンマンライブのドキュメント。
Type-Bには新作ミュージックビデオ2本に、シングル表題曲ミュージックビデオのメイキング映像を収録。
Type-Bに収録される新作ミュージック・ビデオのうち、本作発売時点で欅坂46・けやき坂46に所属するメンバー32人全員が参加している「W-KEYAKIZAKAの詩」は、4thシングル「不協和音」の収録曲で、ミュージック・ビデオもすでに同作品に収録されているが、スケジュールの都合により、高瀬愛奈がミュージック・ビデオの撮影に不参加だったため、2017年4月6日に行われたデビュー1周年記念ライブで高瀬を加えた32人バージョンとして撮影し直すことを発表。本作でそのミュージック・ビデオが初収録。また、もう1本の「エキセントリック」も同じく4thシングル収録曲で、メンバー主演ドラマ『残酷な観客達』のエンディングでミュージック・ビデオの一部が公開されていたが、本作でフルバージョンが初収録。
本作のDVDには未収録だが「月曜日の朝、スカートを切られた」のミュージック・ビデオも制作、1stアルバム発売日に公開された。ミュージック・ビデオは「サイレントマジョリティー」の前夜をイメージし、同曲と同様、渋谷駅周辺で撮影され、監督も同曲の池田一真が務めた。

### 論争
「月曜日の朝、スカートを切られた」に関しては、過去、実際に列車内でスカートを切られたという女性が「不謹慎」などと意見を表明し、「同調する意見」「言論統制では」などとの意見がネットで掲載されたほか、曲作成に携わった秋元康に対する意見も報じられた。

## 収録トラック

### DISC 1（TYPE-A・TYPE-B）
| 全作詞: 秋元康 (#1を除く)。 |                                          |                   |                          |                     |      |
| #                           | タイトル                                 | 作詞              | 作曲                     | 編曲                | 時間 |
| 1.                          | 「Overture」                             | 秋元康 (#1を除く) | 渡辺尚                   | 渡辺尚              | 1:35 |
| 2.                          | 「サイレントマジョリティー」             | 秋元康            | バグベア                 | 久下真音            | 4:25 |
| 3.                          | 「手を繋いで帰ろうか」                   | 秋元康            | Akira Sunset             | Akira Sunset        | 5:16 |
| 4.                          | 「キミガイナイ」                         | 秋元康            | SoichiroK、Nozomu.S      | Soulife、後藤勇一郎 | 4:43 |
| 5.                          | 「世界には愛しかない」                   | 秋元康            | 白戸佑輔                 | 野中“まさ”雄一      | 4:56 |
| 6.                          | 「語るなら未来を…」                      | 秋元康            | PENGUINS PROJECT         | 佐々木望            | 3:52 |
| 7.                          | 「ひらがなけやき」                       | 秋元康            | 川浦正大                 | 野中"まさ"雄一      | 3:43 |
| 8.                          | 「二人セゾン」                           | 秋元康            | SoichiroK、Nozomu.S      | Soulife             | 4:48 |
| 9.                          | 「制服と太陽」                           | 秋元康            | aokado                   | aokado              | 4:10 |
| 10.                         | 「誰よりも高く跳べ!」                    | 秋元康            | カミカオル、doubleglass  | 野中"まさ"雄一      | 4:43 |
| 11.                         | 「大人は信じてくれない」(英詞: 本山清治) | 秋元康            | Masayoshi Kawabata       | Masayoshi Kawabata  | 3:31 |
| 12.                         | 「不協和音」                             | 秋元康            | バグベア                 | バグベア            | 4:09 |
| 13.                         | 「僕たちは付き合っている」               | 秋元康            | Yo-Hey                   | Yo-Hey              | 4:38 |
| 14.                         | 「エキセントリック」                     | 秋元康            | ナスカ                   | the Third           | 4:33 |
| 15.                         | 「W-KEYAKIZAKAの詩」                     | 秋元康            | 前迫潤哉、Yasutaka.Ishio | 佐々木裕            | 5:08 |
| 合計時間:                   | 合計時間:                                | 合計時間:         | 合計時間:                | 64:10               |      |

### DISC 2（TYPE-A）
| 全作詞: 秋元康。 |                                    |           |                        |                                              |      |
| #                | タイトル                           | 作詞      | 作曲                   | 編曲                                         | 時間 |
| 1.               | 「月曜日の朝、スカートを切られた」 | 秋元康    | 饗庭純                 | 若田部誠                                     | 3:38 |
| 2.               | 「渋谷からPARCOが消えた日」        | 秋元康    | 原田アツシ             | 原田アツシ                                   | 4:55 |
| 3.               | 「少女には戻れない」               | 秋元康    | K5                     | K5                                           | 3:29 |
| 4.               | 「乗り遅れたバス」                 | 秋元康    | SoichiroK、Nozomu.S    | Soulife、後藤勇一郎                          | 4:29 |
| 5.               | 「東京タワーはどこから見える？」   | 秋元康    | 本田光史郎             | APAZZI                                       | 4:17 |
| 6.               | 「100年待てば」                    | 秋元康    | 坂本麗衣               | 坂本麗衣、ツタナオヒコ                       | 4:22 |
| 7.               | 「沈黙した恋人よ」                 | 秋元康    | 杉山勝彦               | 杉山勝彦、三谷秀甫、谷地学                   | 4:39 |
| 8.               | 「チューニング」                   | 秋元康    | 渡邉沙志               | 野中"まさ"雄一                               | 4:32 |
| 9.               | 「青空が違う」                     | 秋元康    | 杉山勝彦               | 杉山勝彦、有木竜郎                           | 4:51 |
| 10.              | 「夕陽1/3」                        | 秋元康    | Akira Sunset、山口隆志 | Akira Sunset、山口隆志、遠藤ナオキ、鈴木歌穂 | 4:49 |
| 11.              | 「猫の名前」                       | 秋元康    | 小松清人               | 板垣祐介                                     | 4:57 |
| 12.              | 「太陽は見上げる人を選ばない」     | 秋元康    | 池澤聡                 | 池澤聡                                       | 4:43 |
| 13.              | 「危なっかしい計画」               | 秋元康    | ナスカ                 | 佐々木裕                                     | 4:10 |
| 14.              | 「自分の棺」                       | 秋元康    | 池澤聡                 | 池澤聡                                       | 4:26 |
| 合計時間:        | 合計時間:                          | 合計時間: | 合計時間:              | 62:17                                        |      |

### DISC 2（TYPE-B）
| 全作詞: 秋元康。 |                                    |           |                               |                             |      |
| #                | タイトル                           | 作詞      | 作曲                          | 編曲                        | 時間 |
| 1.               | 「月曜日の朝、スカートを切られた」 | 秋元康    | 饗庭純                        | 若田部誠                    | 3:38 |
| 2.               | 「君をもう探さない」               | 秋元康    | 片桐周太郎                    | 若田部誠                    | 4:55 |
| 3.               | 「渋谷川」                         | 秋元康    | 中村泰輔                      | 松浦晃久                    | 4:52 |
| 4.               | 「夏の花は向日葵だけじゃない」     | 秋元康    | MARKIE                        | 伊原シュウ、 ツカダタカシゲ | 4:23 |
| 5.               | 「1行だけのエアメール」            | 秋元康    | 中村泰輔                      | 中村泰輔                    | 3:38 |
| 6.               | 「AM1:27」                         | 秋元康    | Linia                         | Linia                       | 4:06 |
| 7.               | 「ここにない足跡」                 | 秋元康    | 前迫潤哉、Dr.Lilcom、春川仁志 | Dr.Lilcom                   | 4:10 |
| 8.               | 「永遠の白線」                     | 秋元康    | 石井健太郎                    | 石井健太郎                  | 4:20 |
| 9.               | 「バレエと少年」                   | 秋元康    | 中村泰輔                      | 中村泰輔                    | 3:41 |
| 10.              | 「僕たちの戦争」                   | 秋元康    | バグベア                      | 久下真音                    | 4:15 |
| 11.              | 「微笑みが悲しい」                 | 秋元康    | フジノタカフミ                | 若田部誠                    | 4:55 |
| 12.              | 「割れたスマホ」                   | 秋元康    | GRAVITY                       | GRAVITY                     | 4:06 |
| 13.              | 「危なっかしい計画」               | 秋元康    | ナスカ                        | 佐々木裕                    | 4:08 |
| 合計時間:        | 合計時間:                          | 合計時間: | 合計時間:                     | 55:07                       |      |

### DISC 3（TYPE-A）
| #  | タイトル                                 | 作詞 | 作曲・編曲 | 監督     | 時間 |
| -- | ---------------------------------------- | ---- | ---------- | -------- | ---- |
| 1. | 「サイレントマジョリティー Music Video」 |      |            | 池田一真 | 4:26 |
| 2. | 「世界には愛しかない Music Video」       |      |            | 池田一真 | 4:56 |
| 3. | 「二人セゾン Music Video」               |      |            | 新宮良平 | 5:15 |
| 4. | 「不協和音 Music Video」                 |      |            | 新宮良平 | 4:22 |
| 5. | 「The Documentary of 有明コロシアム」    |      |            |          |      |

### DISC 3（TYPE-B）
| #  | タイトル                                                  | 作詞 | 作曲・編曲 | 監督     | 時間 |
| -- | --------------------------------------------------------- | ---- | ---------- | -------- | ---- |
| 1. | 「エキセントリック Music Video」                          |      |            | 池田一真 | 4:40 |
| 2. | 「W-KEYAKIZAKAの詩<32人ver.> Music Video」                |      |            | 池田一真 |      |
| 3. | 「The Making of 『サイレントマジョリティー』Music Video」 |      |            | 池田一真 |      |
| 4. | 「The Making of 『世界には愛しかない』Music Video」       |      |            | 池田一真 |      |
| 5. | 「The Making of 『二人セゾン』Music Video」               |      |            | 新宮良平 |      |
| 6. | 「The Making of 『不協和音』Music Video」                 |      |            | 新宮良平 |      |

### 通常盤
| 全作詞: 秋元康 (#1を除く)。 |                                          |                   |                          |                     |      |
| #                           | タイトル                                 | 作詞              | 作曲                     | 編曲                | 時間 |
| 1.                          | 「Overture」                             | 秋元康 (#1を除く) | 渡辺尚                   | 渡辺尚              | 1:35 |
| 2.                          | 「サイレントマジョリティー」             | 秋元康            | バグベア                 | 久下真音            | 4:25 |
| 3.                          | 「手を繋いで帰ろうか」                   | 秋元康            | Akira Sunset             | Akira Sunset        | 5:16 |
| 4.                          | 「キミガイナイ」                         | 秋元康            | SoichiroK、Nozomu.S      | Soulife、後藤勇一郎 | 4:43 |
| 5.                          | 「世界には愛しかない」                   | 秋元康            | 白戸佑輔                 | 野中“まさ”雄一      | 4:56 |
| 6.                          | 「語るなら未来を…」                      | 秋元康            | PENGUINS PROJECT         | 佐々木望            | 3:52 |
| 7.                          | 「ひらがなけやき」                       | 秋元康            | 川浦正大                 | 野中"まさ"雄一      | 3:43 |
| 8.                          | 「二人セゾン」                           | 秋元康            | SoichiroK、Nozomu.S      | Soulife             | 4:48 |
| 9.                          | 「制服と太陽」                           | 秋元康            | aokado                   | aokado              | 4:10 |
| 10.                         | 「誰よりも高く跳べ!」                    | 秋元康            | カミカオル、doubleglass  | 野中"まさ"雄一      | 4:43 |
| 11.                         | 「大人は信じてくれない」(英詞: 本山清治) | 秋元康            | Masayoshi Kawabata       | Masayoshi Kawabata  | 3:31 |
| 12.                         | 「不協和音」                             | 秋元康            | バグベア                 | バグベア            | 4:09 |
| 13.                         | 「僕たちは付き合っている」               | 秋元康            | Yo-Hey                   | Yo-Hey              | 4:38 |
| 14.                         | 「エキセントリック」                     | 秋元康            | ナスカ                   | the Third           | 4:33 |
| 15.                         | 「W-KEYAKIZAKAの詩」                     | 秋元康            | 前迫潤哉、Yasutaka.Ishio | 佐々木裕            | 5:08 |
| 16.                         | 「月曜日の朝、スカートを切られた」       | 秋元康            | 饗庭純                   | 若田部誠            | 3:38 |
| 合計時間:                   | 合計時間:                                | 合計時間:         | 合計時間:                | 67:48               |      |

## 選抜メンバー

### 月曜日の朝、スカートを切られた
- 石森虹花、今泉佑唯、上村莉菜、尾関梨香、織田奈那、小池美波、小林由依、齋藤冬優花、佐藤詩織、志田愛佳、菅井友香、鈴本美愉、長沢菜々香、土生瑞穂、原田葵、平手友梨奈、守屋茜、米谷奈々未、渡辺梨加、渡邉理佐、長濱ねる[1]

### 少女には戻れない
五人囃子
- 石森虹花、織田奈那、齋藤冬優花、佐藤詩織、土生瑞穂[1]

### 東京タワーはどこから見える?
- 石森虹花、今泉佑唯、上村莉菜、尾関梨香、織田奈那、小池美波、小林由依、齋藤冬優花、佐藤詩織、志田愛佳、菅井友香、鈴本美愉、長沢菜々香、土生瑞穂、原田葵、平手友梨奈、守屋茜、米谷奈々未、渡辺梨加、渡邉理佐、長濱ねる[1]

### 100年待てば
- 長濱ねる[1]

### 沈黙した恋人よ
- 潮紗理菜、加藤史帆、齊藤京子、佐々木久美、高本彩花[1]

### 猫の名前
- 菅井友香、守屋茜、加藤史帆、佐々木久美[1]

### 太陽は見上げる人を選ばない
- 石森虹花、今泉佑唯、上村莉菜、尾関梨香、織田奈那、小池美波、小林由依、齋藤冬優花、佐藤詩織、志田愛佳、菅井友香、鈴本美愉、長沢菜々香、土生瑞穂、原田葵、平手友梨奈、守屋茜、米谷奈々未、渡辺梨加、渡邉理佐、井口眞緒、潮紗理菜、柿崎芽実、影山優佳、加藤史帆、齊藤京子、佐々木久美、佐々木美玲、高瀬愛奈、高本彩花、長濱ねる、東村芽依[1]

### 危なっかしい計画
- 石森虹花、今泉佑唯、上村莉菜、尾関梨香、織田奈那、小池美波、小林由依、齋藤冬優花、佐藤詩織、志田愛佳、菅井友香、鈴本美愉、長沢菜々香、土生瑞穂、原田葵、平手友梨奈、守屋茜、米谷奈々未、渡辺梨加、渡邉理佐、長濱ねる[1]

### 自分の棺
- 平手友梨奈[1]

### 君をもう探さない
- 石森虹花、今泉佑唯、上村莉菜、尾関梨香、織田奈那、小池美波、小林由依、齋藤冬優花、佐藤詩織、志田愛佳、菅井友香、鈴本美愉、長沢菜々香、土生瑞穂、原田葵、平手友梨奈、守屋茜、米谷奈々未、渡辺梨加、渡邉理佐、長濱ねる[1]

### 夏の花は向日葵だけじゃない
- 今泉佑唯[1]

### 1行だけのエアメール
ゆいちゃんず
- 今泉佑唯、小林由依[1]

### AM1:27
- 小林由依、鈴本美愉、平手友梨奈[1]

### ここにない足跡
青空とMARRY
- 志田愛佳、菅井友香、守屋茜、渡辺梨加、渡邉理佐[1]

### 永遠の白線
- 井口眞緒、潮紗理菜、柿崎芽実、影山優佳、加藤史帆、齊藤京子、佐々木久美、佐々木美玲、高瀬愛奈、高本彩花、長濱ねる、東村芽依[1]

### バレエと少年
156
- 上村莉菜、尾関梨香、小池美波、長沢菜々香、原田葵、米谷奈々未[1]

## 全国ツアー
欅坂46にとって初となる当アルバムと同タイトルの全国ツアー、欅坂46 全国ツアー2017「真っ白なものは汚したくなる」が、2017年8月2日から8月30日まで開催された。

### ツアー日程
| 開催日          | 会場                                  |
| --------------- | ------------------------------------- |
| 8月2日 8月3日   | ワールド記念ホール                    |
| 8月9日 8月10日  | 福岡国際センター                      |
| 8月16日 8月17日 | 日本ガイシホール                      |
| 8月22日 8月23日 | ゼビオアリーナ仙台                    |
| 8月25日         | 朱鷺メッセ 新潟コンベンションセンター |
| 8月29日 8月30日 | 幕張メッセ 国際展示場4~6ホール        |